# Бородавчаста змія індійська
Бородавчаста змія індійська (Acrochordus granulatus) — неотруйна змія з роду Бородавчаста змія родини Бородавчасті змії].

## Опис
Загальна довжина коливається від 70 см до 1,25 м. Спостерігається статевий диморфізм — самиці більші за самців. Голова невелика, широка; очі невеликі. Тулуб товстий, дещо сплощений. Зуби досить довгі та гострі. Відрізняється яскравим забарвленням, зумовленої численними неправильними поперечними смугами на світлому тлі.

## Спосіб життя
Полюбляє прісні водойми вдовж морського узбережжя. Активна вночі. Харчується рибою, іноді амфібіями. Рідко виходить з води і знаходиться, як правило, на глибинах 0-10 метрів (у Малаккській протоці на глибині до 20 м).
Це живородна змія. Самиця народжує до 30 дитинчат.

## Розповсюдження
Країни поширення: Австралія, Бангладеш, Камбоджа, Китай, Індія, Індонезія, Малайзія, М'янма, Папуа Нова Гвінея, Філіппіни, Сінгапур, Соломонові Острови, Таїланд, Вануату, В'єтнам. Дуже рідко зустрічається на о. Шрі-Ланка.